# Menetou-Râtel
Menetou-Râtel [mɛntu ʁatɛl]  est une commune française située dans le département du Cher en région Centre-Val de Loire.

## Géographie
Située dans la zone de transition entre le bocage du Pays-Fort au nord, la plaine de la Champagne berrichonne au sud-ouest et le vignoble sancerrois au sud-est, Menetou-Râtel se trouve à environ 200 km au sud de Paris, soit environ deux heures vingt par la RN 7. Elle se situe aussi à 48 km au nord-est de Bourges et à 15 km de Sancerre.
Le point culminant de la commune se situe au nord-ouest, à 375 m d'altitude au lieu-dit La Montagne des Marnes.
De plus, trois ruisseaux prennent leur source sur le territoire de la commune : la Balance, le Couët (qui alimente l'étang éponyme et parcourt le lieu-dit) et la Salereine. Plusieurs mares et lavoirs sont visibles un peu partout dans ce hameau.
Cette commune est composée de plusieurs hameaux : La Forêt Gasselin, Les Champions, Maubois, La Vauvise, La Brosse, Les Rossignols, Couët, Le Petit Poisson, Le Grand Poisson.

### Climat
Pour des articles plus généraux, voir Climat du Centre-Val de Loire et Climat du Cher.
En 2010, le climat de la commune est de type climat océanique dégradé des plaines du Centre et du Nord, selon une étude du CNRS s'appuyant sur une série de données couvrant la période 1971-2000. En 2020, Météo-France publie une typologie des climats de la France métropolitaine dans laquelle la commune est exposée à un climat océanique altéré et est dans la région climatique  Centre et contreforts nord du Massif Central, caractérisée par un air sec en été et un bon ensoleillement. 
Pour la période 1971-2000, la température annuelle moyenne est de 10,9 °C, avec une amplitude thermique annuelle de 15,7 °C. Le cumul annuel moyen de précipitations est de 915 mm, avec 12 jours de précipitations en janvier et 7,6 jours en juillet. Pour la période 1991-2020, la température moyenne annuelle observée sur la station météorologique la plus proche, située sur la commune de Vailly-sur-Sauldre à 14 km à vol d'oiseau, est de 11,3 °C et le cumul annuel moyen de précipitations est de 792,8 mm,. Pour l'avenir, les paramètres climatiques de la commune estimés pour 2050 selon différents scénarios d'émission de gaz à effet de serre sont consultables sur un site dédié publié par Météo-France en novembre 2022.

## Urbanisme

### Typologie
Au 1er janvier 2024, Menetou-Râtel est catégorisée commune rurale à habitat très dispersé, selon la nouvelle grille communale de densité à 7 niveaux définie par l'Insee en 2022.
Elle est située hors unité urbaine. Par ailleurs la commune fait partie de l'aire d'attraction de Saint-Satur - Sancerre, dont elle est une commune de la couronne,. Cette aire, qui regroupe 14 communes, est catégorisée dans les aires de moins de 50 000 habitants,.

### Occupation des sols
L'occupation des sols de la commune, telle qu'elle ressort de la base de données européenne d’occupation biophysique des sols Corine Land Cover (CLC), est marquée par l'importance des territoires agricoles (98,1 % en 2018), une proportion identique à celle de 1990 (98,1 %). La répartition détaillée en 2018 est la suivante : 
terres arables (47,3 %), prairies (44,3 %), zones agricoles hétérogènes (4,8 %), forêts (1,9 %), cultures permanentes (1,7 %).
L'évolution de l’occupation des sols de la commune et de ses infrastructures peut être observée sur les différentes représentations cartographiques du territoire : la carte de Cassini (XVIIIe siècle), la carte d'état-major (1820-1866) et les cartes ou photos aériennes de l'IGN pour la période actuelle (1950 à aujourd'hui).

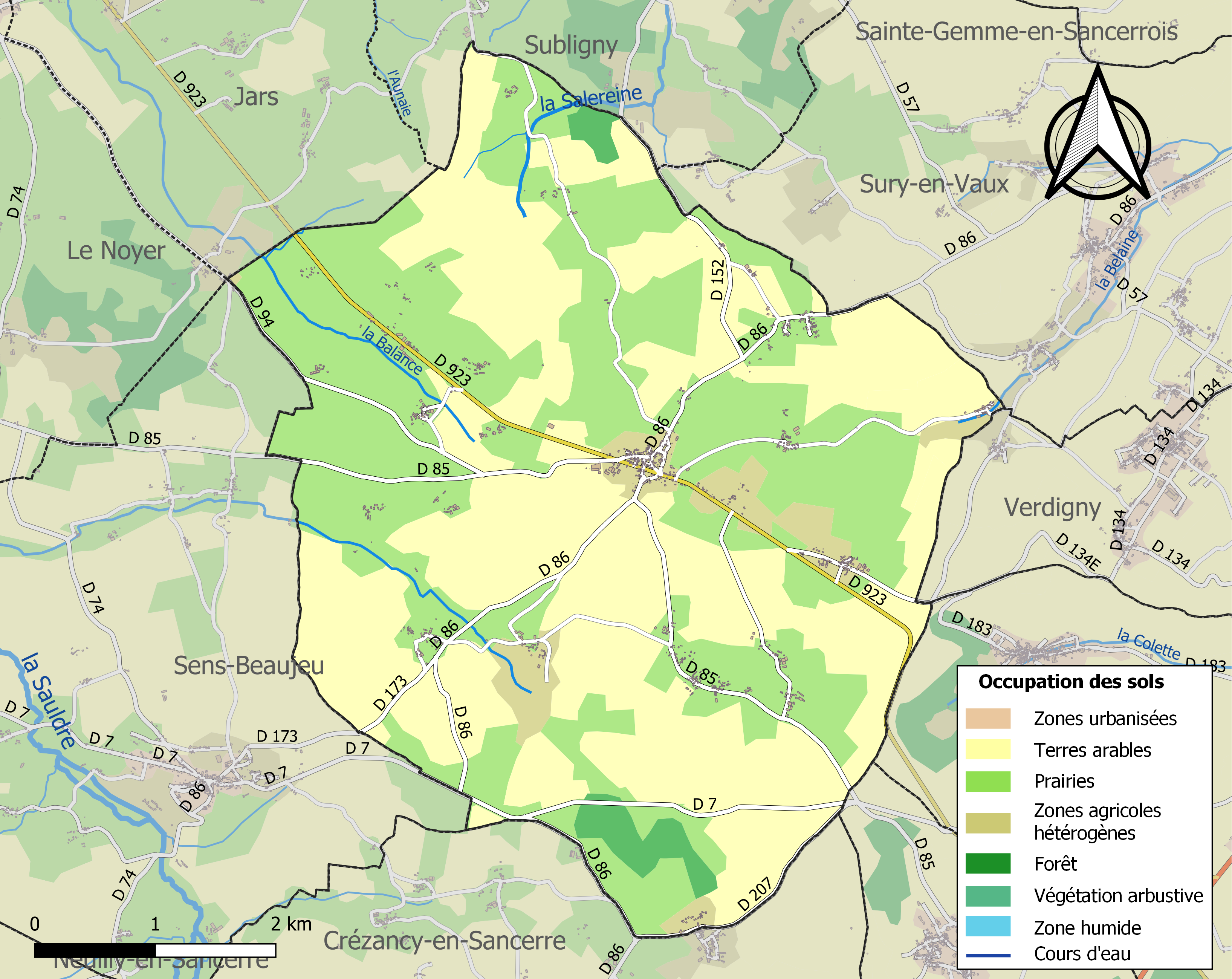
Carte des infrastructures et de l'occupation des sols de la commune en 2018 (CLC).

### Risques majeurs
Le territoire de la commune de Menetou-Râtel est vulnérable à différents aléas naturels : météorologiques (tempête, orage, neige, grand froid, canicule ou sécheresse), mouvements de terrains et séisme (sismicité faible). Un site publié par le BRGM permet d'évaluer simplement et rapidement les risques d'un bien localisé soit par son adresse soit par le numéro de sa parcelle.

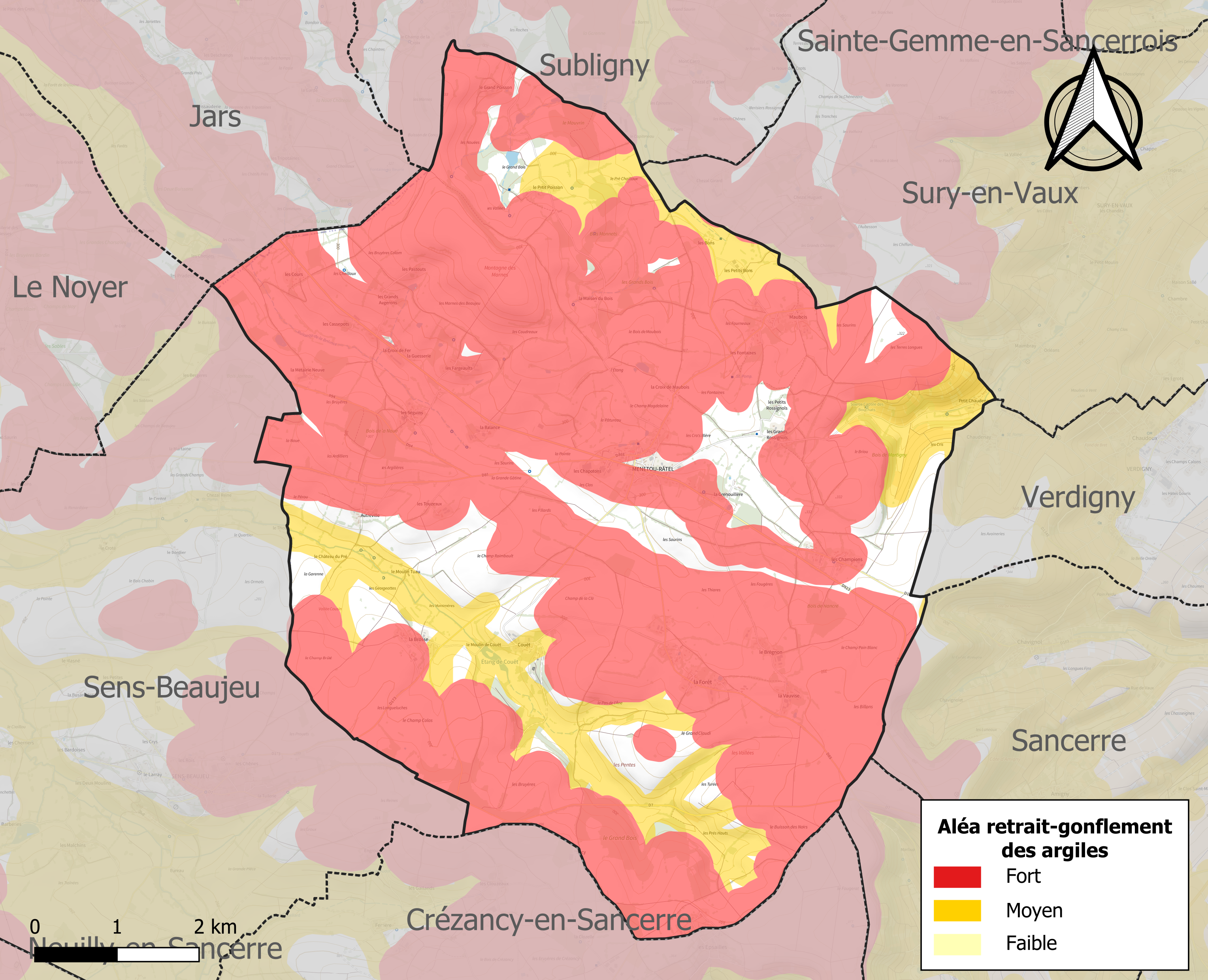
Carte des zones d'aléa retrait-gonflement des sols argileux de Menetou-Râtel.

La commune est vulnérable au risque de mouvements de terrains constitué principalement du retrait-gonflement des sols argileux. Cet aléa est susceptible d'engendrer des dommages importants aux bâtiments en cas d’alternance de périodes de sécheresse et de pluie. 87,8 % de la superficie communale est en aléa moyen ou fort (90 % au niveau départemental et 48,5 % au niveau national). Sur les 331 bâtiments dénombrés sur la commune en 2019, 301 sont en aléa moyen ou fort, soit 91 %, à comparer aux 83 % au niveau départemental et 54 % au niveau national. Une cartographie de l'exposition du territoire national au retrait gonflement des sols argileux est disponible sur le site du BRGM,.
Concernant les mouvements de terrains, la commune a été reconnue en état de catastrophe naturelle au titre des dommages causés par la sécheresse en 1989, 2018 et 2019 et par des mouvements de terrain en 1999.

## Histoire
Menetou-Ratel vient du nom ratel, qui désigne un animal ressemblant à un blaireau. Le nom des habitants est Monastéliens et Monastéliennes en raison du clocher et du presbytère qui abritait anciennement un monastère.
Les fouilles archéologiques de la fin du XIXe siècle et du XXe siècle ont mis au jour les vestiges d'une occupation importante du territoire à l'époque gallo-romaine, comme le moulin de Couët, la Grenouillère, et Outreville.
Plusieurs siècles plus tard, ce sont les archives de 1107 (bulle pontificale) qui mentionnent pour la première fois la paroisse de Menetou (Monastellione) dédiée à saint Martin et dépendante du monastère bénédictin de La Charité-sur-Loire. Le prieuré, attesté en 1194, est également sous la tutelle de l'abbaye. Au XIIIe siècle (1249), après différents pillages et exactions commis par Eudes II de Sully, seigneur de Beaujeu et ses hommes, une transaction et un suivi de paiement d'indemnités ont lieu entre Eude et Jean (prieur de La Charité à cette époque) pour permettre de répartir officiellement les droits de justice sur les terres des uns et des autres.
Un siècle après, la guerre de Cent Ans apporte son cortège de destructions.
Au XVIIe siècle, le nom du village était Mentouratel et celui-ci dépendait de la justice de Concressault (sauf pour les lieux-dits du Poisson et du Rossignol qui dépendaient de la juridiction de Sancerre).
Le XVIIIe siècle apportera une hausse sensible de la population autour de l'église. La configuration du paysage amène à Menetou-Râtel la création d'une trentaine de lieux-dits. Ceux-ci se composent quasiment tous de fermettes ou de maisons disposant d'un jardin potager ou d'un verger.
En effet, au XIXe siècle, les cultures sont essentiellement à dominante vivrière, avec quelques parcelles consacrées à l'agriculture viticole. La main-d'œuvre et la demande d'emploi augmentent et permettent au village l'accroissement de sa démographie (environ 1 452 habitants entre 1841 et 1872). En 1896, 95 % des terres sont classées « terre arable », ce qui garantit la fertilité des terres et une aisance économique plus élevée que les villages voisins à dominante viticole.

## Politique et administration
| Période                                  | Période      | Identité         | Étiquette | Qualité                              |
| ---------------------------------------- | ------------ | ---------------- | --------- | ------------------------------------ |
| Les données manquantes sont à compléter. |              |                  |           |                                      |
| avant 1995                               | mars 2008    | Pierre Raffestin |           |                                      |
| mars 2008                                | mars 2017    | Michel Desreaux  | DVD       | Agriculteur retraité                 |
| mars 2017                                | janvier 2022 | Emmanuel Chêne   |           | Agriculteur sur moyenne exploitation |

## Démographie
L'évolution du nombre d'habitants est connue à travers les recensements de la population effectués dans la commune depuis 1793. Pour les communes de moins de 10 000 habitants, une enquête de recensement portant sur toute la population est réalisée tous les cinq ans, les populations de référence des années intermédiaires étant quant à elles estimées par interpolation ou extrapolation. Pour la commune, le premier recensement exhaustif entrant dans le cadre du nouveau dispositif a été réalisé en 2004.

En 2022, la commune comptait 463 habitants, en évolution de −5,89 % par rapport à 2016 (Cher : −2,48 %, France hors Mayotte : +2,11 %).
| 1793  | 1800  | 1806 | 1821 | 1831  | 1836  | 1841  | 1846  | 1851  |
| ----- | ----- | ---- | ---- | ----- | ----- | ----- | ----- | ----- |
| 1 035 | 1 023 | 953  | 984  | 1 004 | 1 077 | 1 055 | 1 144 | 1 248 |

| 1856  | 1861  | 1866  | 1872  | 1876  | 1881  | 1886  | 1891  | 1896  |
| ----- | ----- | ----- | ----- | ----- | ----- | ----- | ----- | ----- |
| 1 354 | 1 341 | 1 424 | 1 452 | 1 376 | 1 327 | 1 337 | 1 255 | 1 195 |

| 1901  | 1906  | 1911  | 1921 | 1926 | 1931 | 1936 | 1946 | 1954 |
| ----- | ----- | ----- | ---- | ---- | ---- | ---- | ---- | ---- |
| 1 180 | 1 148 | 1 104 | 913  | 871  | 831  | 820  | 720  | 677  |

| 1962 | 1968 | 1975 | 1982 | 1990 | 1999 | 2004 | 2006 | 2009 |
| ---- | ---- | ---- | ---- | ---- | ---- | ---- | ---- | ---- |
| 641  | 594  | 526  | 506  | 483  | 480  | 496  | 490  | 487  |

| 2014 | 2019 | 2022 | - | - | - | - | - | - |
| ---- | ---- | ---- | - | - | - | - | - | - |
| 490  | 467  | 463  | - | - | - | - | - | - |

## Culture locale et patrimoine

### Lieux et monuments
- Église Saint-Martin, XIIe, XIIIe siècle, 1886.
- Prieuré Notre-Dame, XIVe siècle.
- Château de Couet, 1875.
- Plaque commémorative des juifs tués au village pendant la Seconde Guerre mondiale, XXe siècle.